# Elena Kambourova
Elena Antonovna Kambourova (russe : 'Еле́на Анто́новна Ка́мбурова), née le 11 juillet 1940 à Stalinsk, oblast de Novossibirsk est une chanteuse soviétique et russe, fondatrice et directrice artistique du Théâtre de musique et de poésie de Moscou (depuis 1992), artiste du peuple de la fédération de Russie (1995), lauréate du prix d'État de la fédération de Russie (2000). Militante de la cause animale.

## Biographie
Elena Kambourova naît le 11 juillet 1940 à Stalinsk dans une famille d'intelligentsia. Bientôt, la famille déménage à Proskurov, où Elena passe son enfance.
En 1957, elle entre à l'Institut de l'Institut polytechnique de Kiev, mais deux ans plus tard, en 1959, le quitte et vient à Moscou pour s'inscrire à l'Institut d'art dramatique Boris-Chtchoukine, mais échoue au concours d'entrée. Pour rester à Moscou, elle travaille comme peintre sur un chantier de construction pendant un an. L'année suivante, elle entre à l'École nationale du cirque et de l'art de la scène, dans le département de variétés nouvellement ouvert (atelier de Sergei Kachtelian) et en sort diplômée en 1966. Son parcours professionnel commence avec l'interprétation de chanson Quel grand vent de Novella Matveeva. Elle interprète par la suite les poésies mises en musique de Boulat Okoudjava, Youri Levitanski, Grigori Pojenian, Yuli Kim. Elle collabore beaucoup avec Mikaël Tariverdiev.
En 1970, sort le film-concert Monologue consacré à son oeuvre.
Depuis le milieu des années 1970, une part importante du répertoire de Kambourova est constituée de cycles du compositeur Vladimir Dachkevitch. Avec lui, Kamburova crée des interprétations musicales des grands classiques de la poésie russe de la première moitié du XXe siècle. Parmi eux se trouvent un cycle de chansons basées sur des poèmes de Vladimir Maïakovski, un cycle de chansons basées sur des poèmes de Alexandre Blok, des poèmes de Marina Tsvetaïeva et deux suites pour voix et orchestre. L'un d'eux est écrit d'après le cycle de poèmes d'Anna Akhmatova, Requiem, et l'autre, Sauve ma parole pour toujours basé sur les poèmes d'Ossip Mandelstam.
En 1986, le label Melodiya enregistre l'album de Kambourova Let Silence Fall (au même moment, un programme portant le même titre apparait dans son répertoire de concert).
Depuis 1992, Elena Kambourova est la directrice artistique du Théâtre de musique et de poésie qu'elle a créé.
On entend la voix de Kambpurova dans plus de 100 films et dessins animés. En 1974, elle interprète Gaçons et Filles (musique d'Alexeï Rybnikov, paroles de Iouri Entine) pour le journal télévisé humoristique Yeralash, et en 1988, elle interprète la berceuse Dors mon trésor dans le programme Bonne nuit, les petits.
Elle poursuit ses études au département de réalisation de variétés du GITIS.
Il fut membre du Conseil d'administration de la Maison centrale des travailleurs de l'art.
En mars 2014, avec plusieurs autres personnalités du monde scientifique et culturel, elle a exprimé son désaccord avec la politique du gouvernement russe en Crimée.
En 2015, le Théâtre de Kambourova reçut le prix Turandot de cristal dans la catégorie Conception musicale, pour la pièce Silence Behind the Rogozhskaya Outpost.